# 조정 클럽

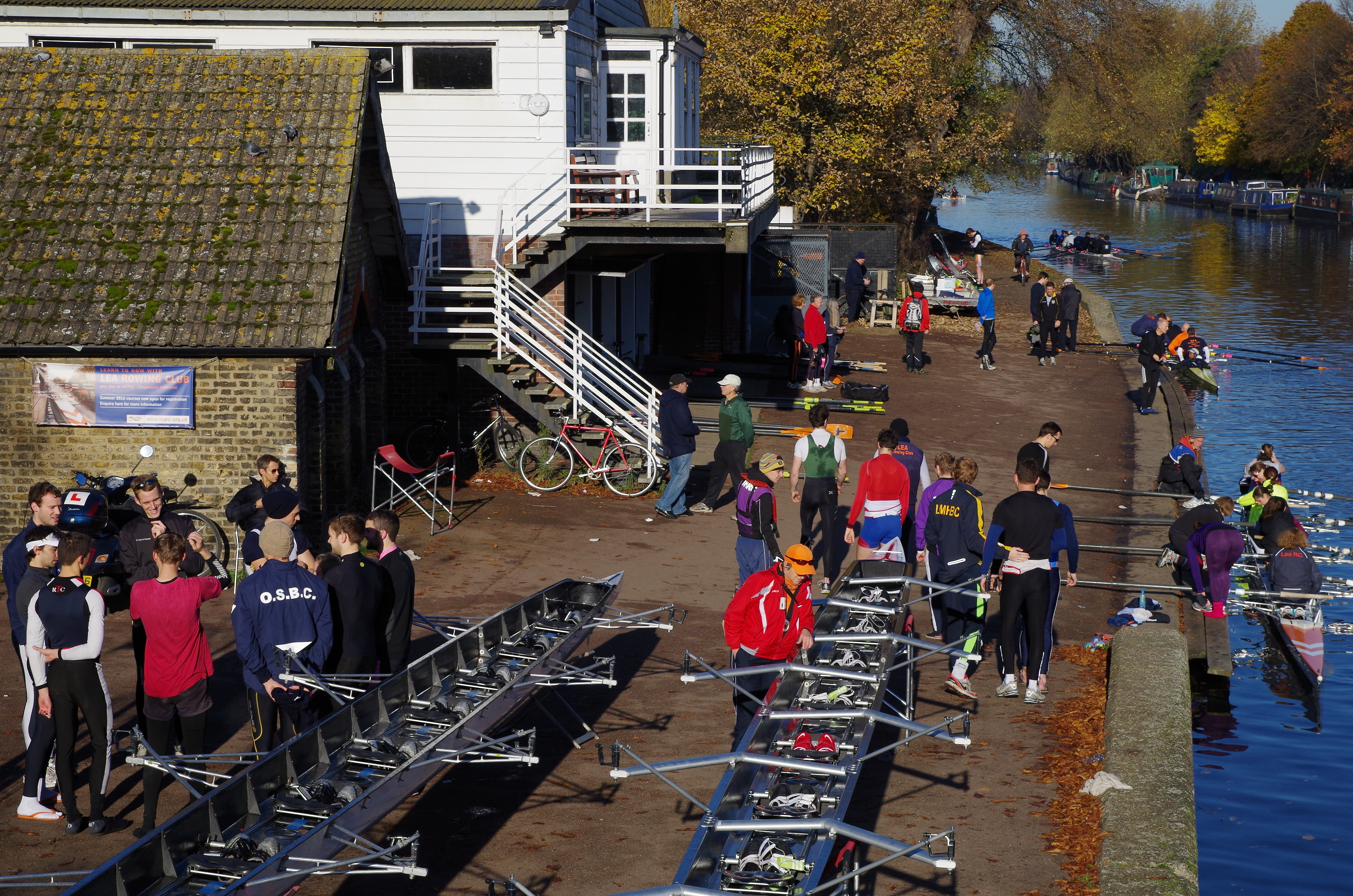

조정 클럽(rowing club)은 조정 스포츠 에 관심이 있는 사람들을 위한 단체이다 . 조정 클럽은 일반적으로 조정 보트를 조종하기에 충분히 큰 자연 또는 인공 수역 근처에 위치해 있다. 클럽에는 일반적으로 보트를 보관할 선반이 있는 정고와 보트를 물에 담을 수 있는 선착장 등이 있으며, 많은 클럽이 조정 대회를 주최하고 팀을 보내 대회에 참가한다.

## 같이 보기
- 조정 (스포츠)